# كاشيوا (تشيبا)
كاشيوا، تشيبا هي مدينة تقع في محافظة تشيبا اليابانية. اعتبارا من فبراير 2011 يبلغ عدد سكان المدينة 404,820 والكثافة السكانية 3520 شخص لكل كم مربع. المساحة الكلية هي 114.90 كم مربع.

## أعلام
- شينتارو كاتسو
- تيبي نيشياما
- ريوسوكي ياماناكا
- ناوكي إيشيكاوا
- أكيرا كاواقوتشي
- هيروكي ساكاي

## وصلات خارجية
- الموقع الرسمي (بالإنجليزية)